# Colima (savezna država)
Colima jedna je od 31 saveznih država Meksika, smještena na zapadu države, graniči s meksičkim saveznim državama Jalisco na sjeveru i istoku, te Michoacán na jugu, dok je na zapadu oplahuje Tihi ocean.
Glavni grad savezne države je istoimeni Colima, a veći gradovi su još Manzanillo i Tecomán. Država se prostire na 57.924 km², a u njoj živi 754.730 stanovnika (2009).

## Općine
- Armería
- Colima
- Comala
- Coquimatlán
- Cuauhtémoc
- Ixtlahuacán
- Manzanillo
- Minatitlán
- Tecomán
- Villa de Alvarez